# ウイルス性赤血球壊死症
ウイルス性赤血球壊死症（ウイルスせいせっけっきゅうえししょう、英:viral erythrocytic necrosis;VEN, piscine erythrocyte necrosis;PEN）とはイリドウイルス科に属するウイルスが原因と考えられるサケ科魚類、タラ、ニシンなどの感染症。鰓の褪色、貧血、赤血球の多様な変性、赤血球細胞質に封入体が認められる。単一のウイルスによる疾病かどうかは不明。

## 他のイリドウイルスが原因と考えられる魚類の感染症
- リンホシスチス病
- マダイイリドウイルス病